# Calle Reconquista
La calle Reconquista es una arteria vial que recorre el casco histórico de la ciudad de Buenos Aires, Argentina y una de las calles más importantes del microcentro, zona financiera porteña. Fue peatonalizada durante el año 2009.

## Nombres
Los diferentes nombres que recibió fueron:
- 1738: Mayor, pues nacía en la Plaza Mayor (actual Plaza de Mayo).
- 1769: San Martín, en relación con el Patrono de la Ciudad, San Martín de Tours.
- 1807: Liniers, en homenaje al servicio que Santiago de Liniers brindó a la Corona de España con motivo de las Invasiones Inglesas, y por ser precisamente por esta calle que hizo su entrada a la Plaza Mayor con la milicia que ayudaría a echar al invasor.
- 1822: La Paz, en referencia a una de las cuatro provincias del Alto Perú, por disposición de Bernardino Rivadavia.
- 1848: Reconquista, en recuerdo de la Reconquista de Buenos Aires, en 1806.

## Características

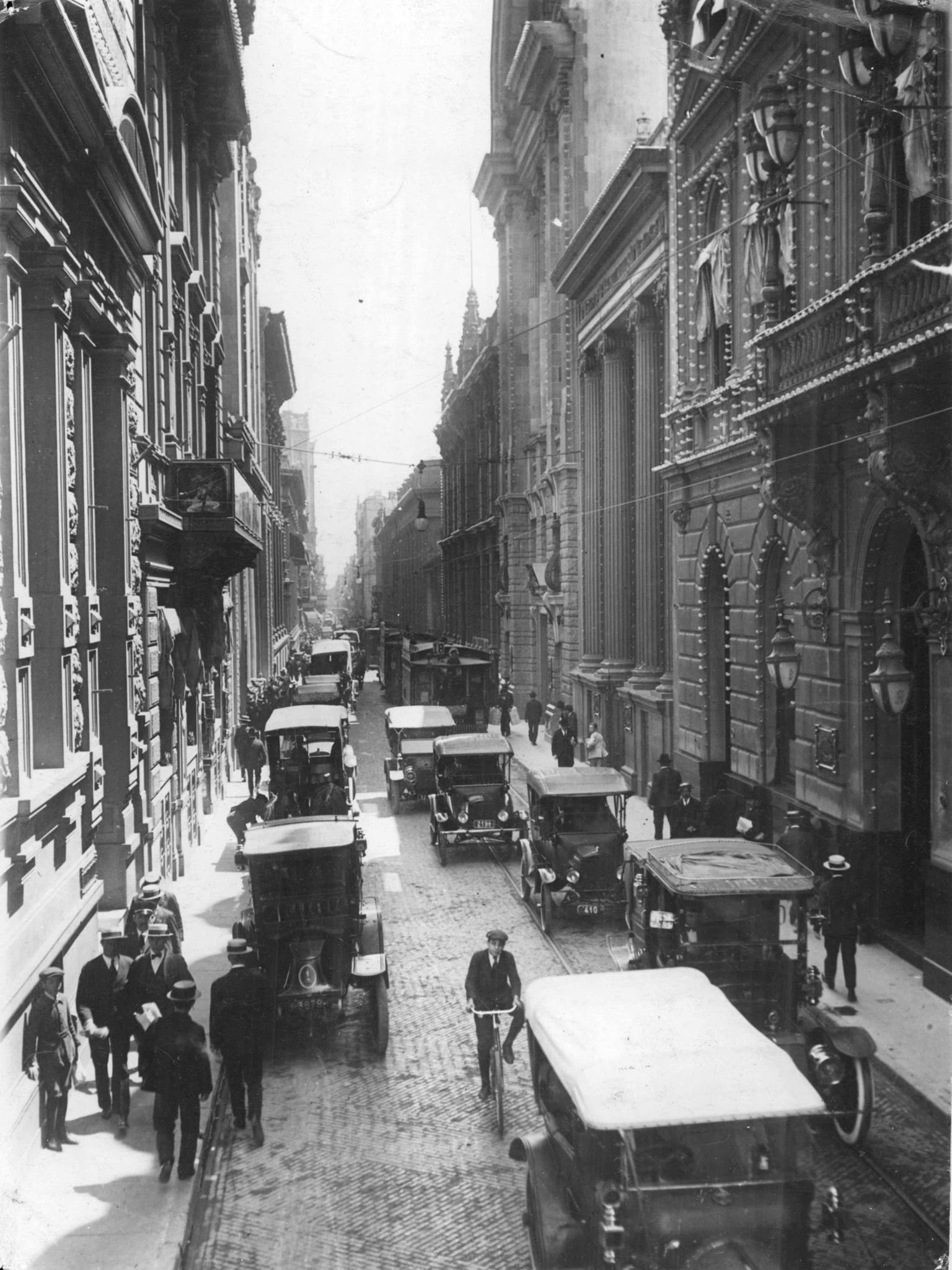
Reconquista, vista desde calle Rivadavia hacia el norte, ca. 1910. (Foto: AGNA)

Recorre dos de los barrios más antiguos de Buenos Aires: San Nicolás (antigua parroquia de Catedral al Norte) y Retiro. Es una de las primeras calles de la ciudad, siendo trazada en 1580 por su fundador, el adelantado español don Juan de Garay. En su primera cuadra, del lado este, media manzana fue destinada a Garay, y en los siguientes lotes se instalaron los pioneros de Buenos Aires, que se transformaron con el paso de los años en el patriciado porteño.
Parte de uno de los extremos de la mencionada Plaza de Mayo y llega al conjunto Catalinas Norte, donde se une con la Avenida Leandro N. Alem. Es virtualmente la prolongación de la calle Defensa, aunque no está directamente enlazada a aquella por la presencia de la Plaza de Mayo. Originalmente era de tránsito vehicular en sentido norte - sur, pero como parte de un proyecto de privilegio al peatón en el centro de la ciudad, fue transformada en peatonal a lo largo de 2009.
La calle Reconquista es conocida en Buenos Aires por ser la principal de la zona financiera de la ciudad. Esto se remonta a comienzos del siglo XIX, con la fundación del Banco de Buenos Aires (actual Banco de la Provincia de Buenos Aires) y el establecimiento de la Bolsa de Comercio (1854) y los bancos de Mauá y Cía. (1858), de Carabassa (1860) y de Londres y América Latina (1863). Actualmente, las sucursales de bancos extranjeros y casas matrices de bancos argentinos están en su mayoría radicadas en la zona demarcada por las avenidas Alem, 9 de Julio, Corrientes y Rivadavia.

## Recorrido

### Microcentro
Nace en Avenida Rivadavia, n° 401, y termina en Avenida Lenadro N. Alem, n° 1102. Se halla ubicada entre las calles San Martín y 25 de Mayo.
Partiendo de la antigua Plaza Mayor fundada por Garay (actual Plaza de Mayo), a uno de los lados de su nacimiento en la Avenida Rivadavia se encuentra el edificio monumental del Banco de la Nación Argentina (arq. Alejandro Bustillo, 1943/1955), en el mismo predio que el fundador se había reservado para sí. En la esquina enfrentada está el edificio de estilo neorrenacentista italiano construido para el Nuevo Banco Italiano, que hoy ocupa el BBVA Banco Francés (arqs. De Lorenzi, Otaola y Rocca, 1929/1933).
En el cruce con calle Bartolomé Mitre se encuentran tres imponentes edificios bancarios. El de la esquina sudoeste fue construido para el Banco Anglo Sudamericano (arqs. Chambers & Thomas, 1912/1920) y actualmente se llama Palacio de la Reconquista, el de la esquina noroeste se llama actualmente Reconquista Plaza y fue construido originalmente para el Banco Alemán Transatlántico (arq. Sackmann, 1926) y el de la esquina nordeste es una de las obras brutalistas más reconocidas: el edificio del Banco de Londres y América del Sur (arq. Clorindo Testa y Estudio SEPRA, 1960/1966) hoy ocupado por el Banco Hipotecario.
En la intersección con la calle Tte. Gral. Juan D. Perón se encuentra otro conjunto de edificios de importancia. En la esquina sudeste, la histórica casa matriz del Banco Francés del Río de la Plata (arq. Jorge Bunge, 1925/1926), actual BBVA Banco Francés. En la esquina nordeste, la antigua Basílica de Nuestra Señora de la Merced, construida entre 1721 y 1779, con un paredón sobre la calle Perón que deja espacio para una vereda inusitadamente angosta. En la esquina sudoeste, uno de los edificios más altos del centro porteño: la Torre Galicia Central (Estudio Mario Roberto Álvarez y Asociados, 2001/2007), construida en el solar de la antigua casa matriz del Banco Español del Río de la Plata (luego Banco Galicia), cuya demolición causó una polémica sobre la conservación del patrimonio arquitectónico de la ciudad. En la esquina noroeste, el Banco Galicia posee otro edificio con dependencias y oficinas.
En la siguiente cuadra, predomina el conjunto de edificios del Banco Central de la República Argentina. El banco, fundado en 1935, ocupó el antiguo edificio del Banco Hipotecario de la Provincia de Buenos Aires (calle San Martín n.º 275, arqs. Hunt y Schroeder, 1872/1876). En pocos años, se construyó un edificio en el centro de la manzana, y en 1940 se comenzó la ampliación a la calle Reconquista n.º 275, con aspecto similar al edificio de la calle San Martín. En 2001 se inauguró otro anexo, un cuerpo vidriado de aspecto moderno (Reconquista n.º 250, arqs. Di Tata y Romero).
En la esquina sudeste con la calle Sarmiento está el edificio vidriado construido para el Banco Federal Argentino (Estudio Mario R. Álvarez y Asoc., 1971), en el n.º 336, el racionalista Edificio Schaffhausen (arq. Francesco Gianotti, 1931), y en el n.º 335 el imponente edificio del Banco de Castilla y Río de la Plata hoy ocupado por la cadena de gimnasios Megatlón. En el n.º 360 está el moderno edificio vidriado del Mitsubishi Tokio Bank (arqs. Raña Veloso, Álvarez y Forster, 1979/1982), para el cual se cedió una porción de terreno a la municipalidad, transformada en Plazoleta San Nicolás.
A esta altura, la calle Reconquista cruza la Avenida Corrientes, dejando el núcleo de la city financiera. En la esquina nordeste está el edificio construido para la Compañía de Navegación Dodero (Estudio SEPRA, 1946) destinada actualmente a Sindicatura General de la Nación (SiGeN), en la vereda opuesta está el racionalista Edificio Gauchos, de oficinas (arq. Carlos de Álzaga, 1939), y en la esquina noroeste un gran volumen vidriado de oficinas (Estudio SEPRA, 1976/1979). 
En el n.º 461 está la Escuela Pública de Jornada Completa N.º 04, D.E. 1 "De Catedral al Norte José María Estrada", cuyo nombre recuerda a la denominación antigua del barrio. En el n.º 602 está el Hotel Reconquista Plaza, y en el n.º 699 está el Amerian Buenos Aires Park Hotel.

### Retiro
Cruzando la Avenida Córdoba, la calle Reconquista ingresa en el barrio de Retiro, y allí se encuentra el NH Lancaster Hotel (arqs. Acevedo, Becú y Moreno, 1945). A partir de este punto, comienzan a encontrarse diversos bares, restaurantes y pubs muy concurridos por oficinistas y ejecutivos, que pasan en ellos el after hour. Algunos de ellos llevan muchos años en la zona, y otros son más recientes y ambientados con estilo irlandés o londinense.
A mediados del siglo XIX, en tiempos en que la ribera del Río de la Plata llegaba hasta el Paseo de Julio (hoy Avenida Leandro N. Alem) y los barcos desembarcaban allí, comenzaron a instalarse en la zona casas de prostitución que atendían a los marineros. Esto se prolongó aún en tiempos del Puerto Madero, y con el posterior traslado de los barcos al Puerto Nuevo, pero hacia fines del siglo XX los bares que ofrecían estos servicios fueron desapareciendo, reemplazados por los actuales pubs y por modernos edificios de oficinas. Algunos de estos últimos son el que está en el n.º 1025 (Estudio SEPRA, 1979), en el n.º 1096 (Estudio Manteola, Sánchez Gómez, Santos y Solsona, 1982), el Edificio Estuario (arqs. Baudizzone-Díaz-Lestard-Varas, 1975/1979), y en el n.º 1166 (Estudio Mario R. Álvarez y Asoc., 1992.
La Avenida L.N. Alem emprende una curva hacia el noroeste que sigue la antigua línea costera, acercándose a la calle Reconquista hasta que ambas se unen, a la altura de la calle Ricardo Rojas, frente al complejo de torres de oficinas Catalinas Norte. Allí se ha desarrollado una densa línea de edificios de oficinas, rota curiosamente por el sobreviviente Asador Criollo Las Nazarenas (n.º 1132, año 1981).

## Imágenes

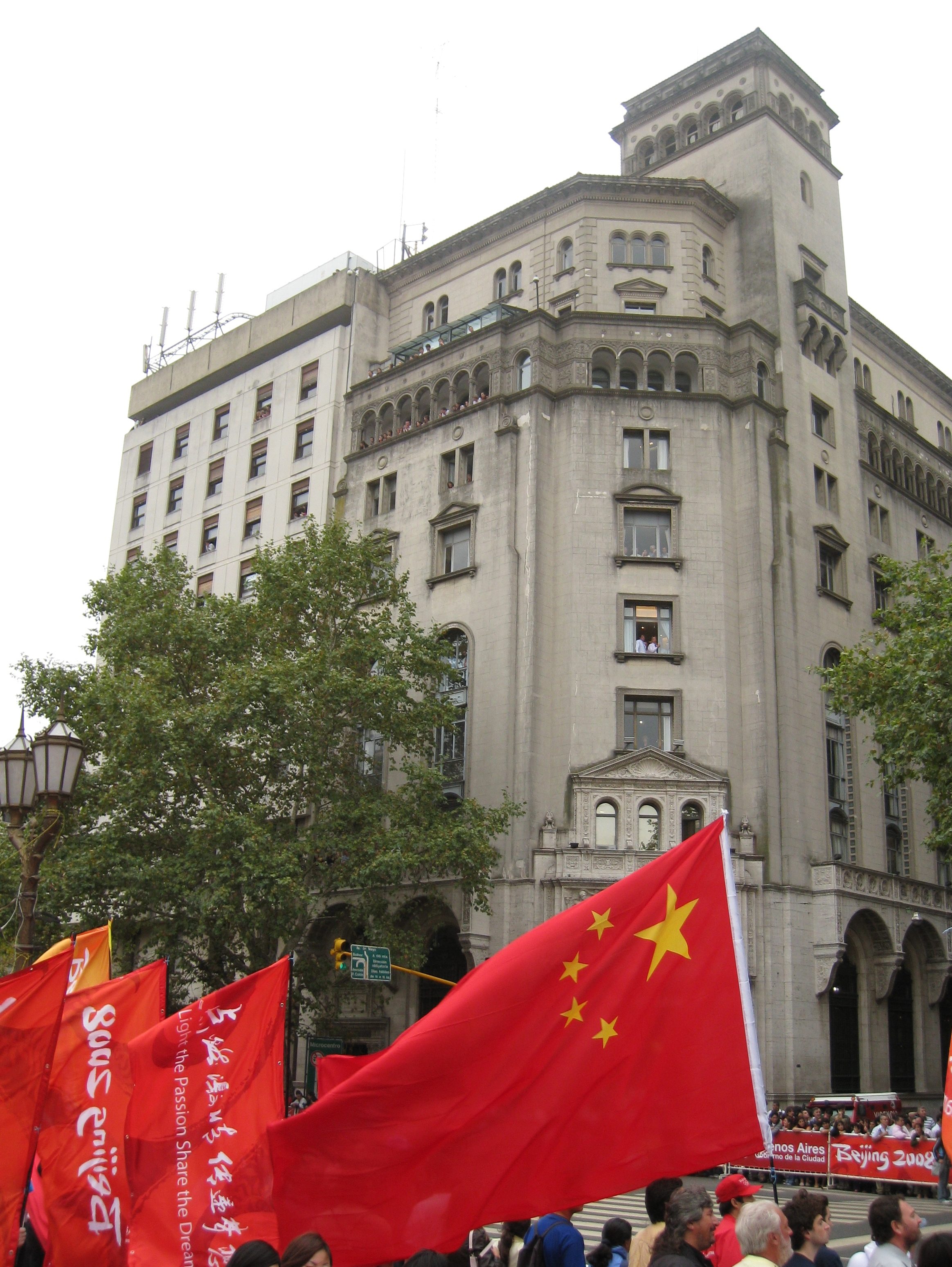
El ex Nuevo Banco Italiano, durante un evento deportivo
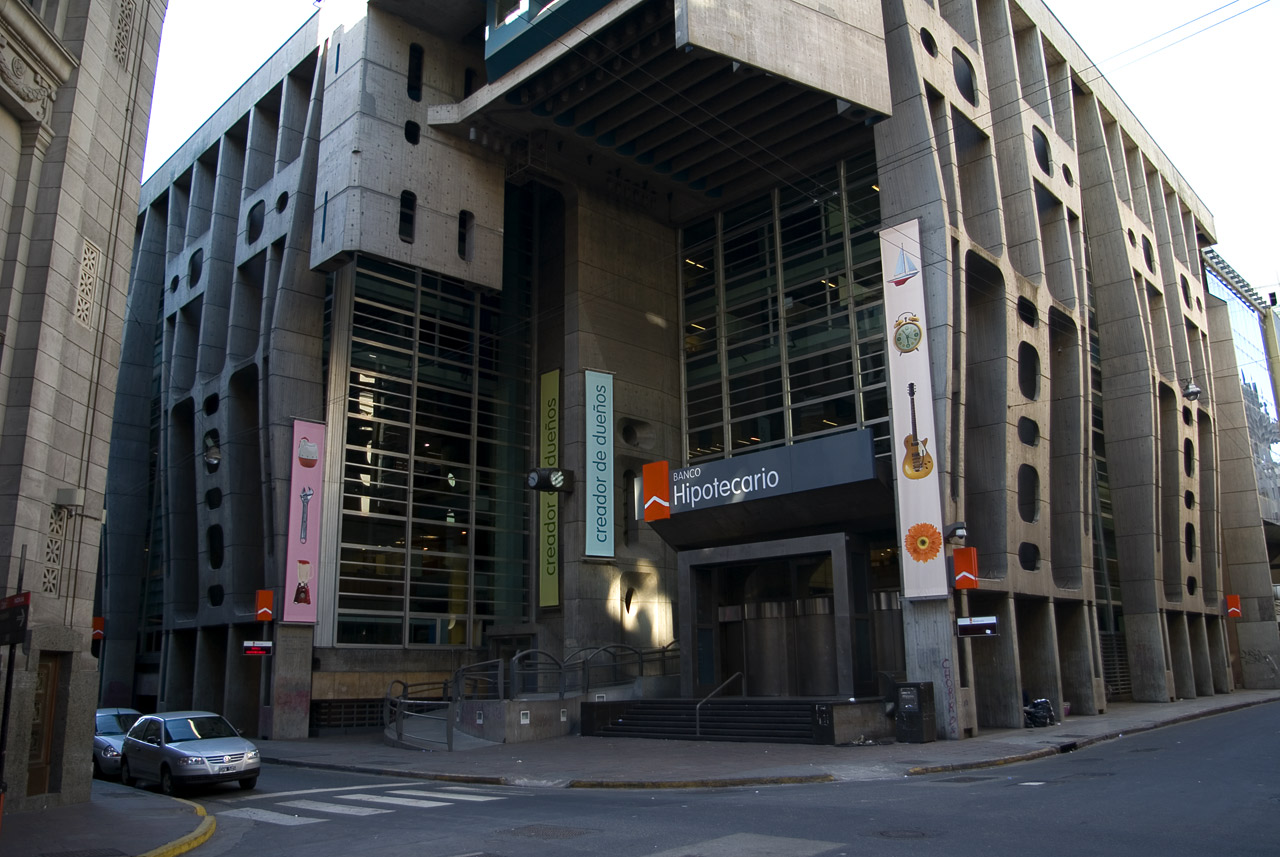
El Banco Hipotecario (ex Banco de Londres)
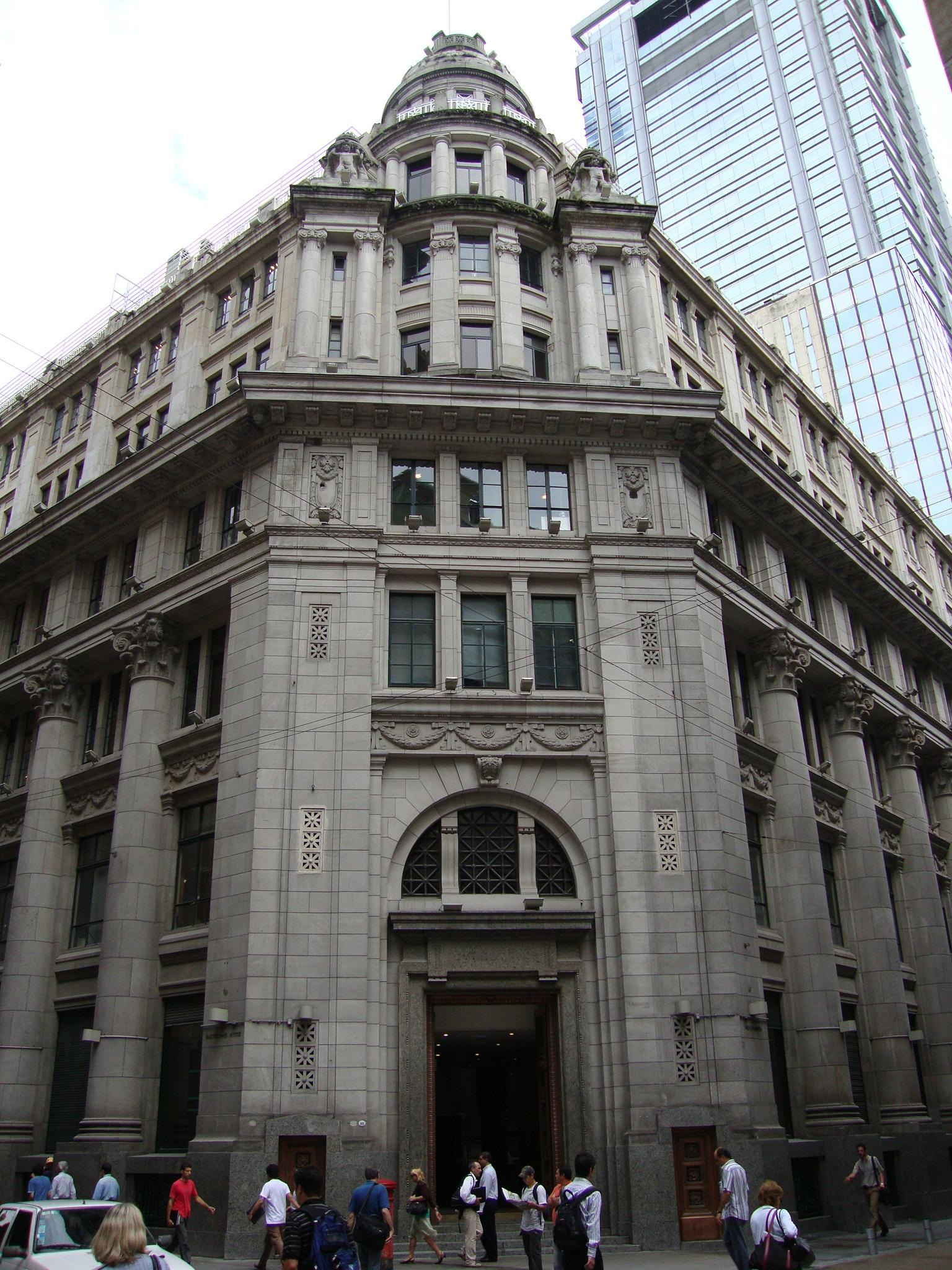
El Reconquista Plaza
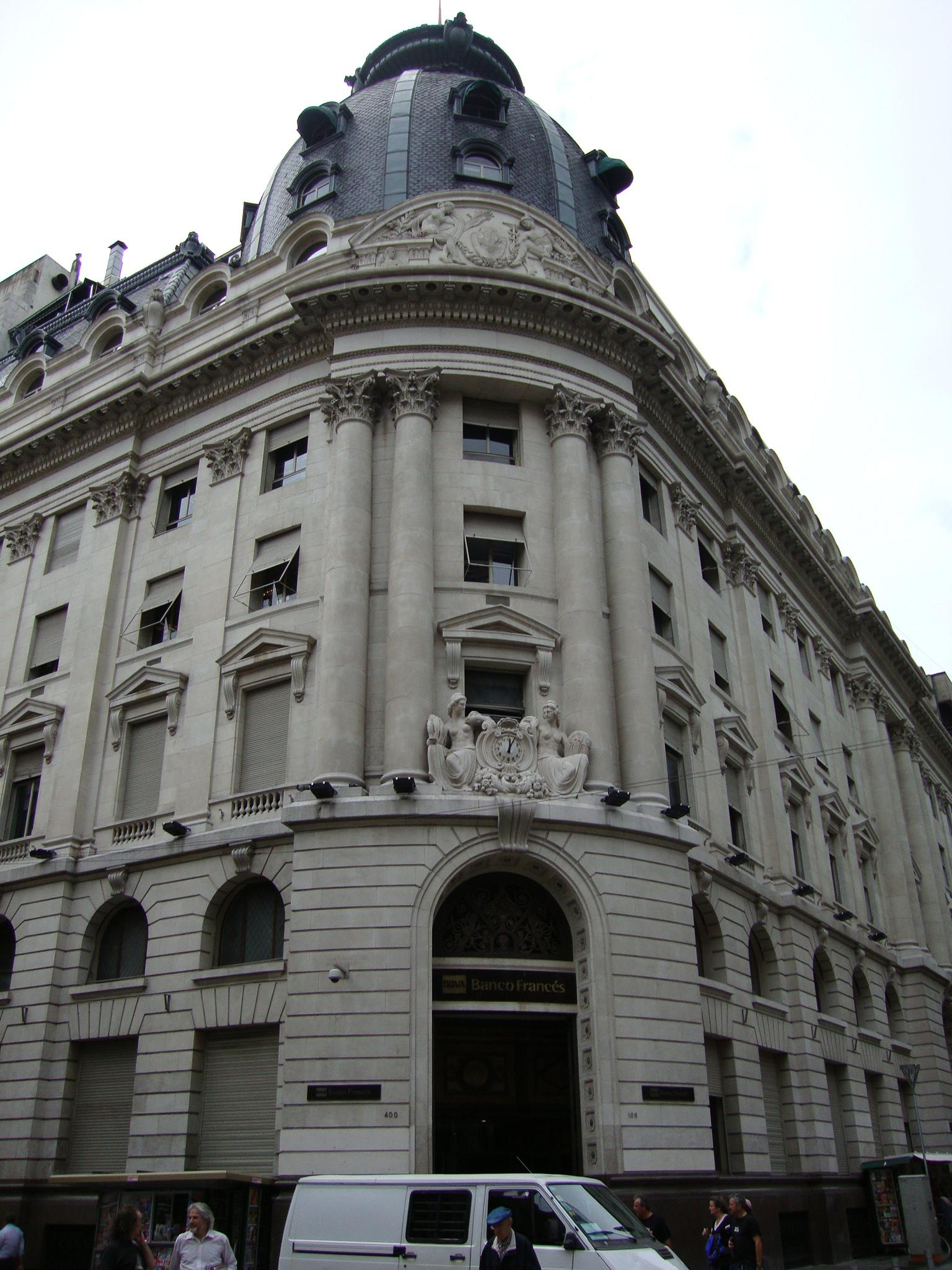
El Banco Francés del Río de la Plata (hoy BBVA Banco Francés)
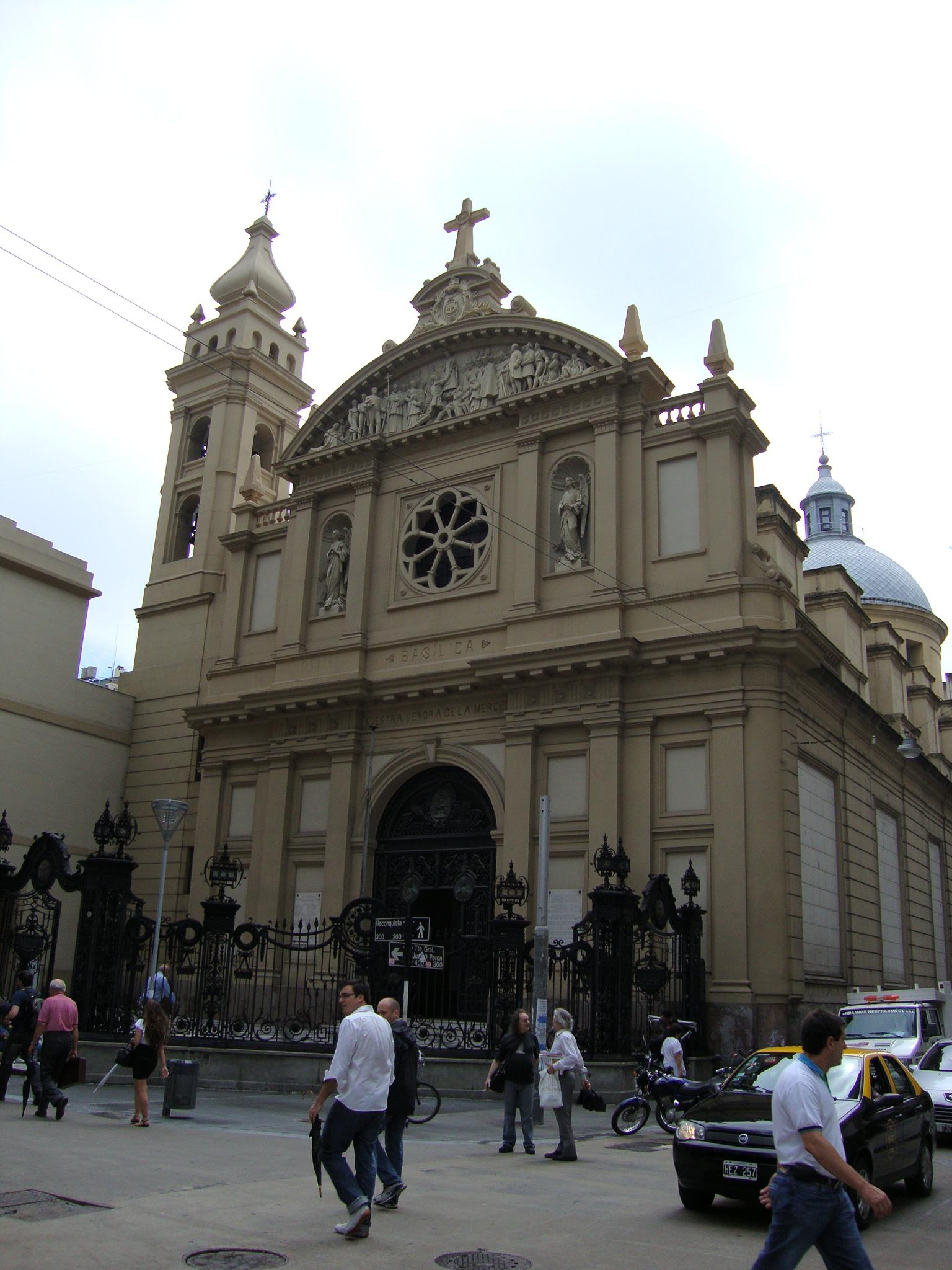
La Basílica de Nuestra Señora de la Merced
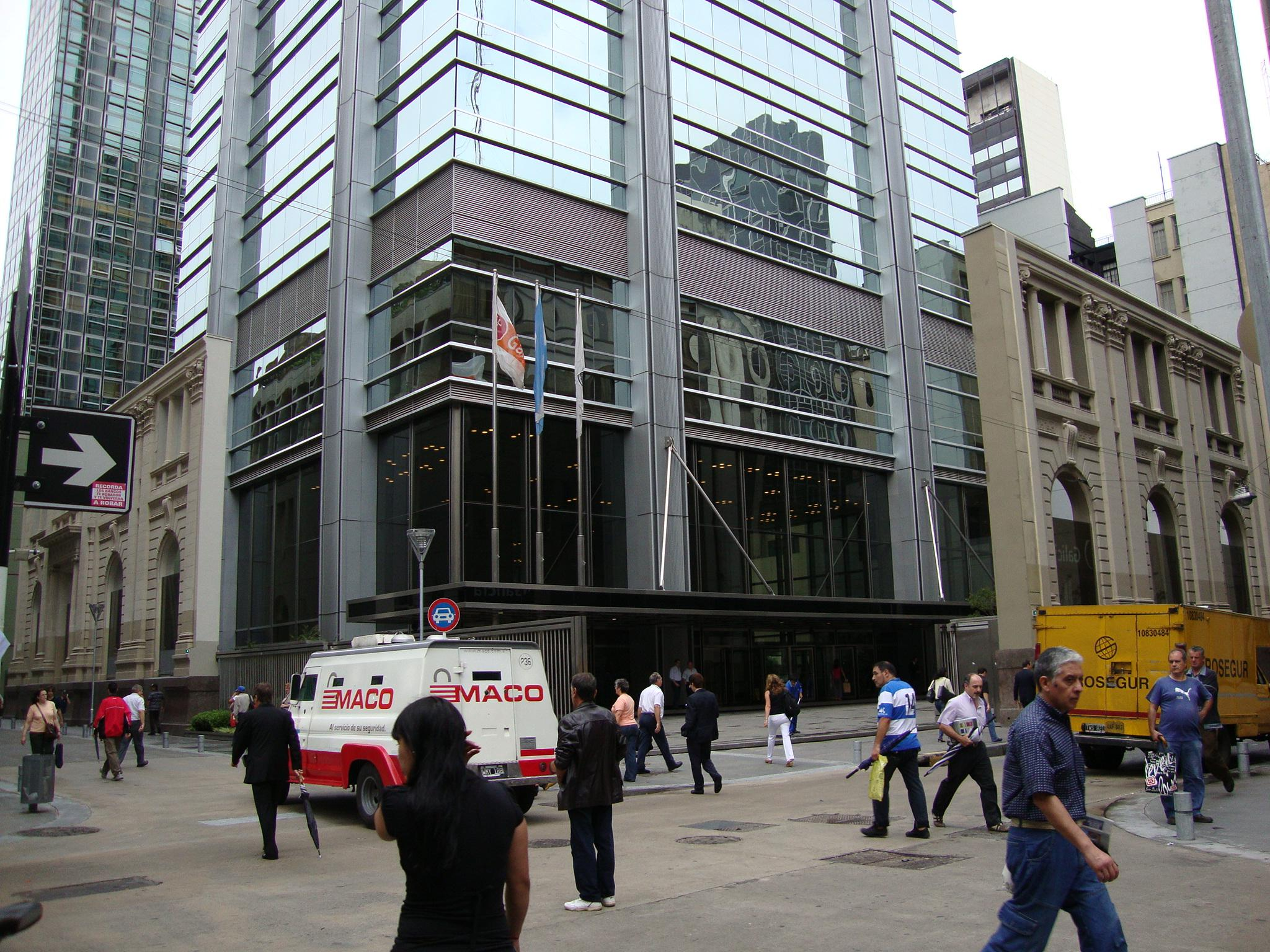
La base de la Torre Galicia Central y los laterales del viejo banco
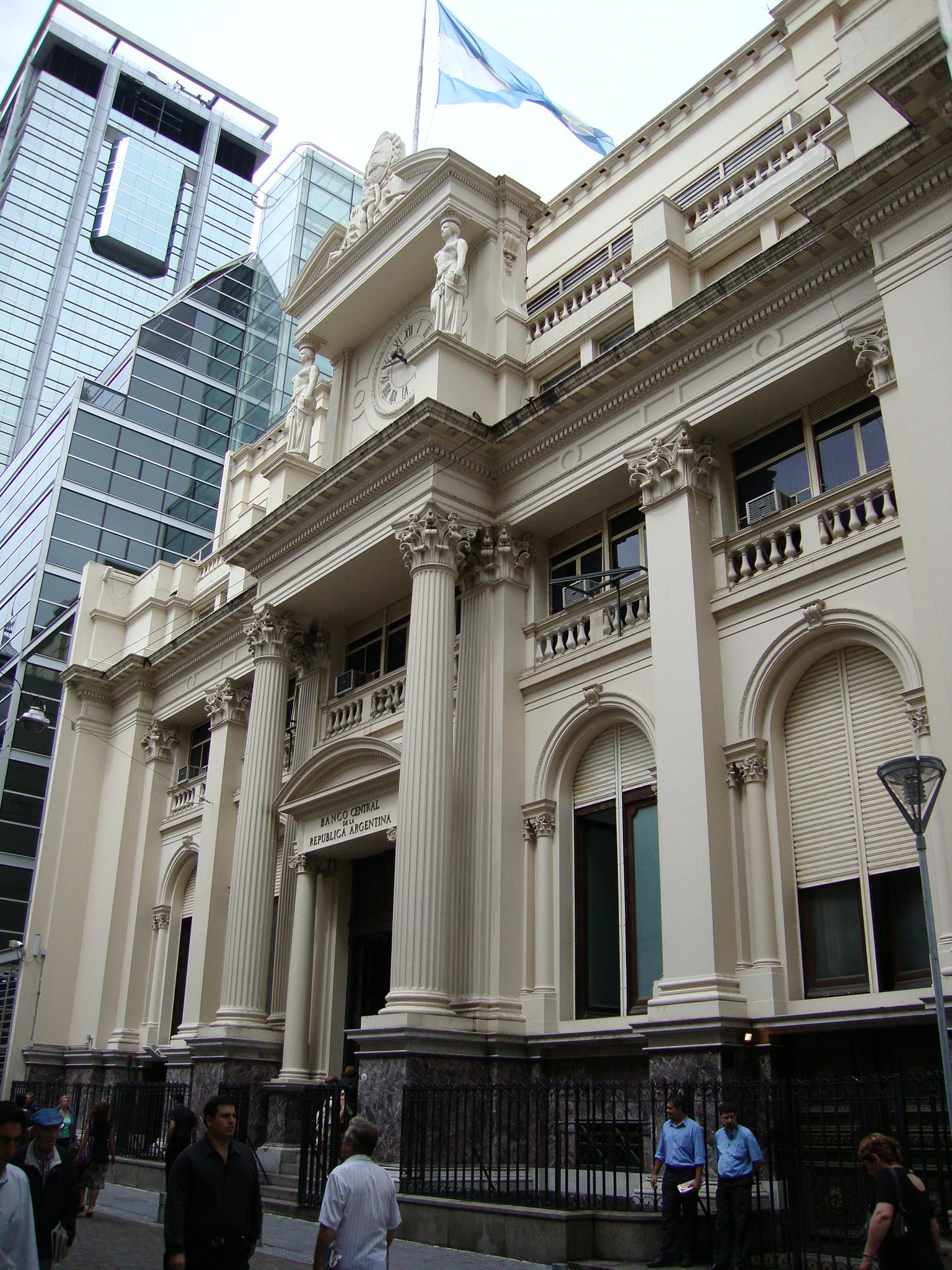
El Banco Central de la República Argentina
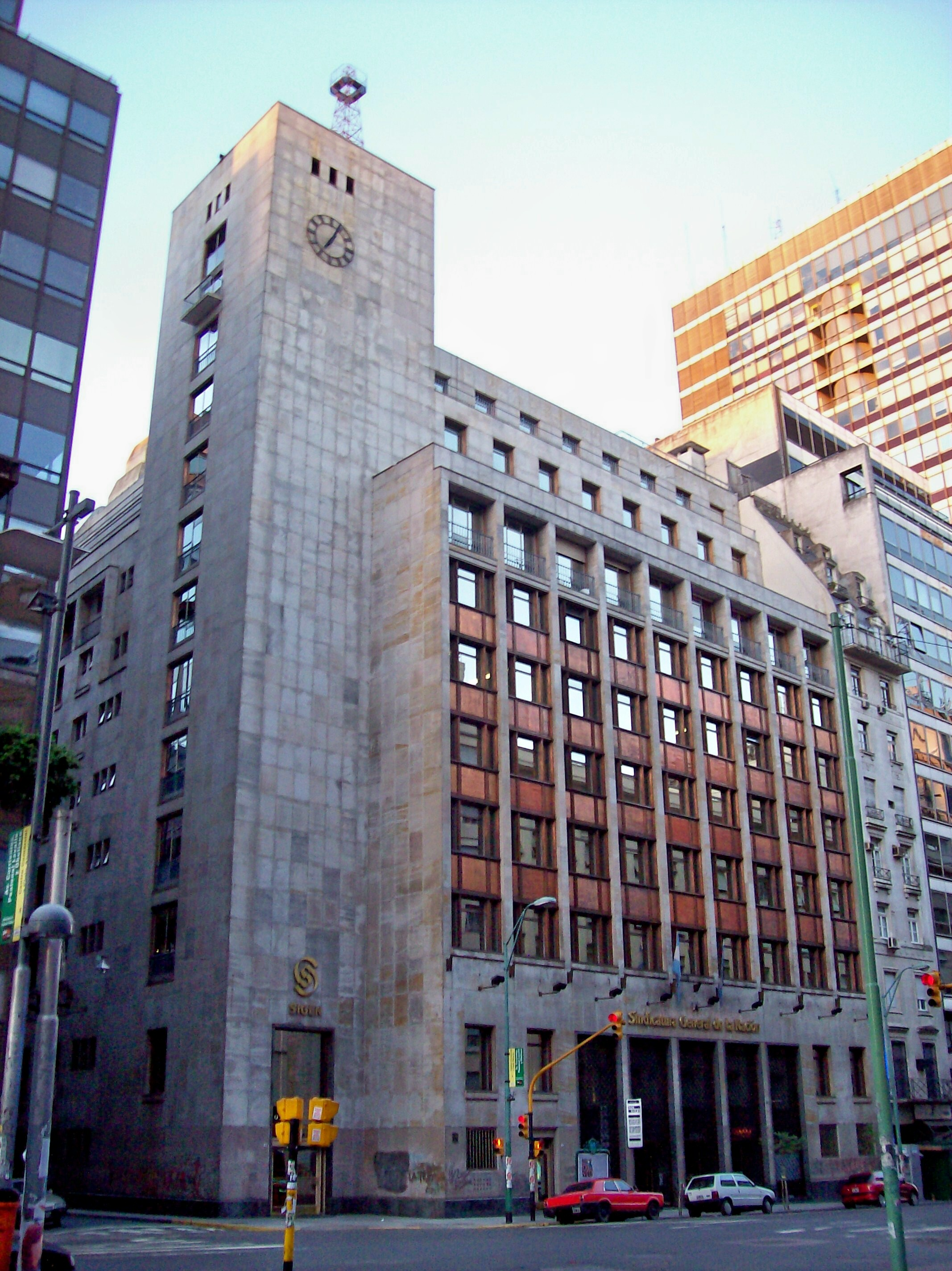
La Sindicatura General de la Nación
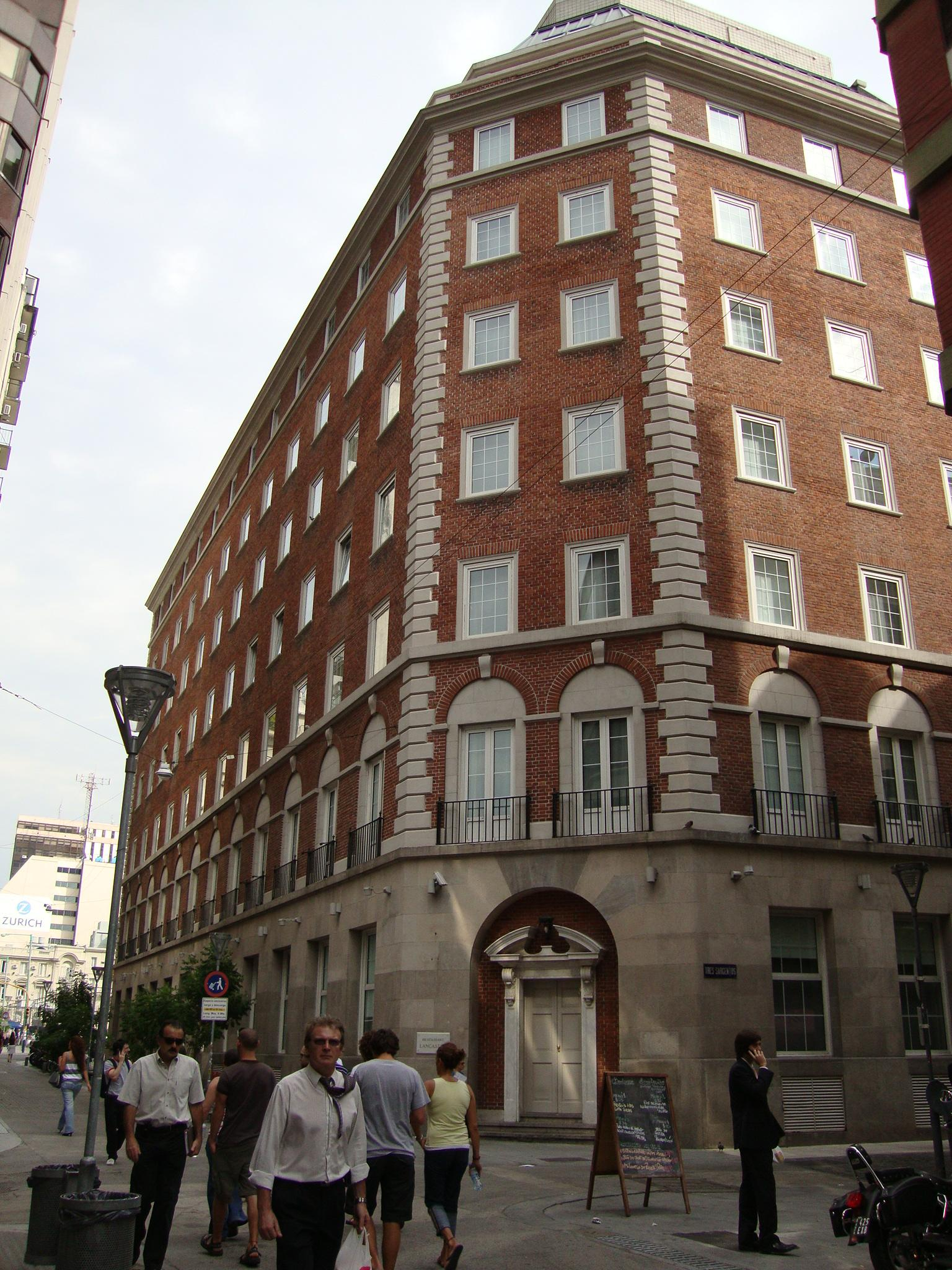
Restaurant “Lancaster” (NH Lancaster Hotel)
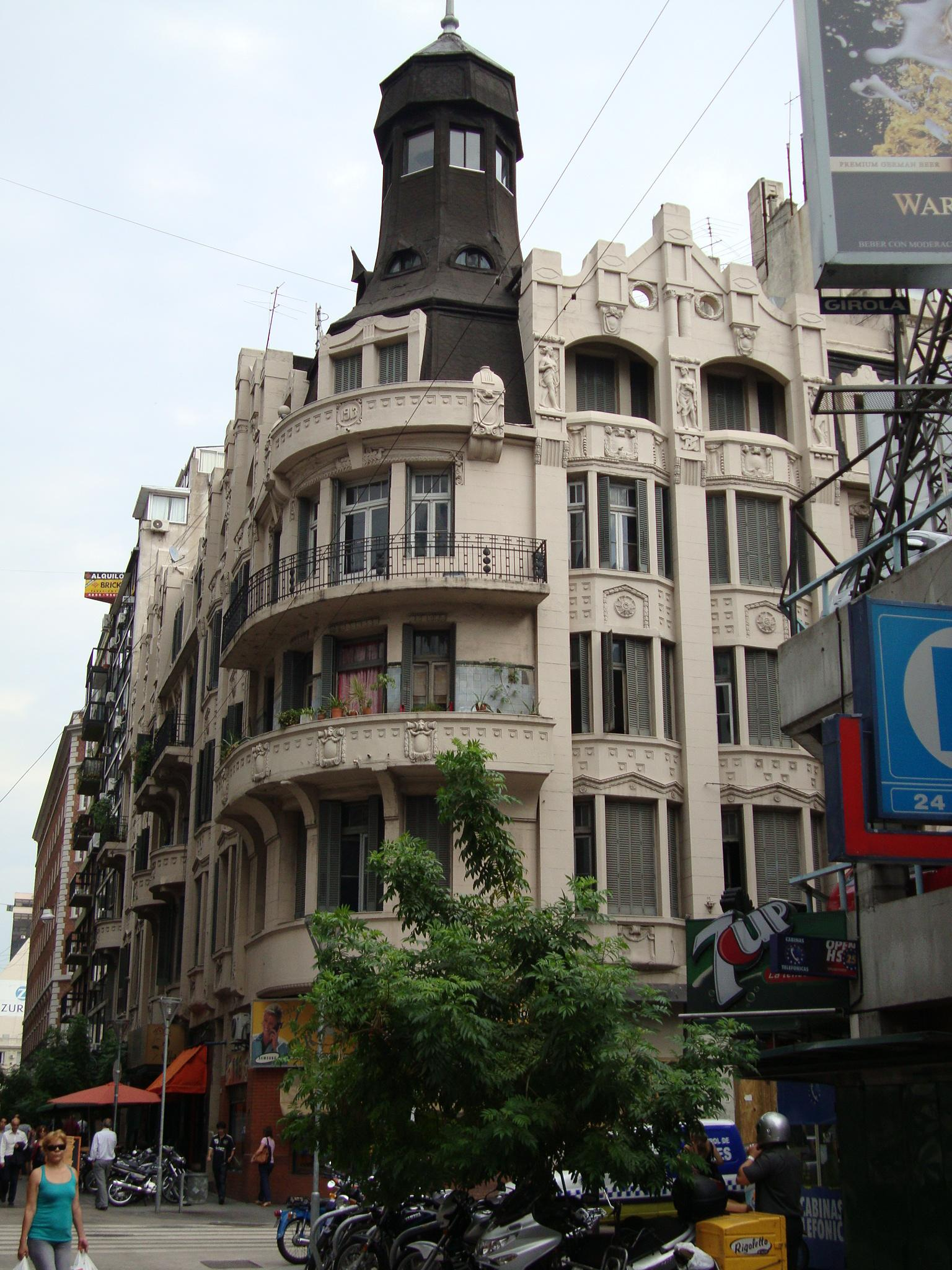
Edificio en Reconquista y Paraguay